# Пергамент Шаррера
«Перга́мент Ша́ррера» (порт. Pergaminho Sharrer, галис. Pergamiño Sharrer) является фрагментом средневекового сборника песен конца XIII — начала XIV века, содержащим частично уцелевшие тексты c нотацией семи кантиг о любви (cantigas de amor) португальского короля Диниша I. Единственный сохранившийся документальный источник Средних веков, содержащий нотацию к светским кантигам Королевства Португалия. Предполагается, что эта рукопись является копией части одного из не сохранившихся португальских песенников — кансьонейру. «Пергамент Шаррера» имеет важное значение в исследовании произведений трубадурской школы Пиренейского полуострова.

## Описание источника
Рукопись была обнаружена 2 июля 1990 года американским исследователем Харви Лео Шаррером (Harvey L. Sharrer) из Калифорнийского университета в Санта-Барбаре, и поэтому носит его имя. Источник датируется 1280—1320 годами и состоит из одного листа пергамента, имевшего до неудачной реставрации размер 500 х 300 мм.. В настоящее время размер пергамента из бараньей кожи составляет 405 х 271 мм.. Предполагается, что ранее «Пергамент Шаррера» был частью сборника песен. Тексты песен и нотация записаны на обеих сторонах фолио.
Текст написан на галисийско-португальском языке готическим шрифтом.
Шаррер исследовал обложки книг в Национальном архиве Торре ду Томбу в Лиссабоне (Arquivo Nacional da Torre do Tombo), среди которых надеялся найти древние португальские рукописи.
Работая в нотариальном отделе архива, Шаррер обнаружил пергамент, который служил обложкой для книги регистрации нотариальных документов XVI века. Рукопись содержит текст и нотацию без указания имени автора. Авторство было установлено при сопоставлении текстов пергамента с записями в сборниках кантиг галисийско-португальских трубадуров и жонглёров «Песеннике Национальной библиотеки» (Cancioneiro da Biblioteca Nacional — CB) и «Песеннике Ватикана» (Cancioneiro da Vaticana — CV).
Тексты манускрипта записаны в той же последовательности, как и в указанных сборниках кантиг, которые были составлены позднее написания «Пергамента Шаррера», так как дошли до нас в копиях XVI века.
«Пергамент Шаррера» имеет большое значение для изучения средневековой музыки Португалии и Пиренейского полуострова.
До обнаружения находки единственным документом, содержащим нотацию к 6 куртуазным песням на галисийско-португальском языке, считался «Пергамент Винделя» (Pergaminho Vindel) с записями 7 кантиг о друге (cantigas de amigo) галисийского жонглёра Мартина Кодаса (или Кодакса — Martin Codax).

## Содержание манускрипта
Из сочинений выдающегося португальского короля-трубадура Диниша I сохранилось 137 кантиг. На «Пергаменте Шаррера» записаны стихи и нотированная музыка семи кантиг о любви Диниша I:
- Poys que vos Deus, amigo, quer guisar (B 524, T 1, V 107)[7]
- A tal estado mi adusse, senhor (B 525, T 2, V 108)
- O que vos nunca cuidei a dizer (B 526, T 3, V 109)
- Que mui gram prazer que eu hei, senhor (B 527, T 4, V 110)
- Senhor fremosa, nõ poss'eu osmar (B 528, T 5, V 111)
- Non sei como me salv'a mia senhor (B 529, T 6, V 112)
- Quix ben, amigos, e quer'e querrei (B 520a, T 7, V 113)

После публикации находки эти песни были записаны в интерпретациях ансамблей старинной музыки.